# Торговий провулок
Торго́вий прову́лок — зниклий провулок, що існував у Подільському районі міста Києва, місцевість Куренівка. Провулок пролягав від Петропавлівської площі до залізниці.

## Історія
Провулок виник в 1-й половині XX століття під назвою (7-й) Безіменний, з 1955 року — провулок Сталеварів. Назву Торговий (оскільки проходив поблизу ринкової площі) провулок набув 1963 року. 
Приєднаний до площі Фрунзе у 1980-ті роки.